# Александрувек (Великопольське воєводство)
Александрувек (пол. Aleksandrówek) — село в Польщі, у гміні Ґродзець Конінського повіту Великопольського воєводства.
Населення — 34 особи (2011).
У 1975-1998 роках село належало до Конінського воєводства.

## Демографія
Демографічна структура станом на 31 березня 2011 року:
|          | Загалом | Допрацездатний вік | Працездатний вік | Постпрацездатний вік |
| -------- | ------- | ------------------ | ---------------- | -------------------- |
| Чоловіки | 15      | 0                  | 12               | 3                    |
| Жінки    | 19      | 3                  | 12               | 4                    |
| Разом    | 34      | 3                  | 24               | 7                    |